# Viktor Tichonov (1930)
Viktor Vasil'evič Tichonov (in russo Виктор Васильевич Тихонов?; Mosca, 4 giugno 1930 – Mosca, 24 novembre 2014) è stato un hockeista su ghiaccio e allenatore di hockey su ghiaccio sovietico, dal 1991 russo.